# Caprella ungulina
Caprella ungulina är en kräftdjursart som beskrevs av Mayer 1903. Caprella ungulina ingår i släktet Caprella och familjen Caprellidae. Inga underarter finns listade i Catalogue of Life.